# Nadia Bjorlin
Nadia Alexandra Björlin (Rhode Island, 2 de agosto de 1980) es una actriz y cantante estadounidense famosa por interpretar a Chloe Lane en Days of Our Lives.

## Biografía
Es hija del compositor sueco Ulf Björlin y la pintora y diseñadora iraní Fary Dadashi-Bjorlin, tiene siete hermanos; Jean-Paul Bjorlin, Ulf Alexander Bjorlin (músico y actor), Henrik Björlin y Fredrik Björlin, y tres medios hermanos Kamilla Bjorlin (actriz), Kaj Bjorlin y Katja Björlin Salén, del primer matrimonio de su madre. Su padre murió en 1993 debido a la leucemia.
Nadia habla con fluidez sueco y persa, también habla francés, italiano y ruso.
Es muy buena amiga de la actriz Farah Fath.
En 2000 comenzó a salir con la personalidad de radio Frank Kramer, pero la relación terminó en 2001.
En el 2001 comenzó a salir con el actor Bruce Willis pero poco después terminaron en el 2002.
Nadia comenzó a salir con el magnate Daniel Sadek, la pareja se comprometió, pero más tarde finalizaron su relación,
En el 2007 comenzó a salir con el actor Brandon Beemer, pero la relación terminó después de siete años en el 2013.
En febrero del 2014 comenzó a salir con el empresario Grant Turnbull, la pareja se comprometió en agosto del mismo año y se casaron el 15 de mayo del 2015. En noviembre del mismo año anunciaron que estaban esperando a su primer hijo. El 4 de mayo del 2016 la pareja le dio la bienvenida a su hijo, Torin Mathias Turnbull.

## Carrera
El 24 de noviembre de 1999 se unió al elenco principal de la serie Days of Our Lives donde interpretó a Chloe Lane, hasta el 2005. Nadia regresó nuevamente a la serie en el 2007 y se fue en el 2011 después de decidir no renovar su contrato. Pero el 7 de enero del 2013 regresó hasta el 16 de abril del mismo año y finalmente volvió a unirse al elenco permanente el 3 de agosto del 2015, fecha desde la que aparece en la serie.

## Filmografía

### Series de televisión
| Año                            | Título               | Personaje          | Notas                                      |
| ------------------------------ | -------------------- | ------------------ | ------------------------------------------ |
| 1999-2005,2007-2011,2013,2015- | Days of Our Lives    | Chloe Lane         | 762 episodios                              |
| 2009 - presente                | Venice: The Series   | Lara Miller        | 51 episodios                               |
| 2015                           | Dropping the Soap    | Elena Dupree       | 2 episodios                                |
| 2015                           | Satisfaction USA     | Amara              | episodio "...Through Travel"               |
| 2013                           | The Stafford Project | Charity            | episodio "The Nut Cracker"                 |
| 2013                           | 2 Broke Girls        | Pam                | episodio "And the Kitty Kitty Spank Spank" |
| 2013                           | Anger Management     | Doctora Miller     | episodio "Charlie's New Sex Study Partner" |
| 2012                           | C.S.I.               | Crystal Hasselbeck | episodio "Malice in Wonderland"            |
| 2010, 2011                     | ACME Saturday Night  | Invitada           | 2 episodios                                |
| 2010                           | Two and a Half Men   | Jill               | episodio "Springtime on a Stick"           |
| 2010                           | NCIS                 | Brittany           | episodio "Dead Air"                        |
| 2006                           | Out of Practice      | Alana              | episodio "Model Behavior"                  |
| 2005                           | Sex, Love & Secrets  | Meg                | 2 episodios                                |
| 2005                           | Jake in Progress     | Mujer Atractiva    | episodio "Sign Language"                   |
| 2004                           | Complete Savages     | Mujer No. 2        | episodio "Almost Men in Uniform"           |

### Películas
| Año  | Título                        | Personaje      | Notas |
| ---- | ----------------------------- | -------------- | ----- |
| 2002 | The Marriage Undone           | Tracie         |       |
| 2007 | If I Had Known I Was a Genius | Faith          |       |
| 2007 | Redline                       | Natasha Martin |       |
| 2008 | Jack Rio                      | Sonia Hunter   |       |
| 2012 | Divorce Invitation            | Alex Roverson  |       |

### Apariciones
| Año  | Programa   | Notas       |
| ---- | ---------- | ----------- |
| 2011 | Dirty Soap | 8 episodios |